# 152-mm-Kanone M1935 (BR-2)
Die 152-mm-Kanone M1935 (russisch 152-мм пушка образца 1935 года) war ein sowjetisches schweres Artilleriegeschütz mit einem Kaliber von 152 mm, das im Zweiten Weltkrieg eingesetzt wurde. Die Werksbezeichnung der Waffe lautete Br-2 (Бр-2), der GAU-Index 52-P-550 (52-П-550) bzw. 52-P-551 (52-П-551).

## Technik
Sie verwendete dieselbe Lafette mit Kettenfahrwerk wie die 203-mm-Haubitze M1931 (B-4).
Die Splittersprenggranaten hatten eine maximale Reichweite von 25,75 km bei einer Mündungsgeschwindigkeit von 880 m/s und hatten eine Masse von 48,77 kg.
Sie verwendete getrennte Kartuschenmunition und hatte Schraubverschlüsse mit plastischer Liderung. Das Rohr und die Lafette wurden zerlegt und getrennt transportiert. Die Marschgeschwindigkeit betrug lediglich 8 bis 15 km/h.
Sie unterstand der „Artillerie der Reserve des Oberkommandos“.